# تونس في الألعاب المتوسطية 1975
شاركت تونس في الألعاب المتوسطية 1975 في مدينة الجزائر وفازت بثلاثة ميداليات ذهبية, فضيتين و برونزيتين.